# Abdelhak Benchikha
Abdelhak Benchikha (arabisch عبد الحق بن شيخة, DMG ʿAbd al-Ḥaqq b. Šaiḫa; * 22. November 1963 in Algier) ist ein ehemaliger algerischer Fußballspieler und heutiger -trainer. Momentan trainiert er Mouloudia d’Oujda aus Marokko.

## Karriere

### Als Spieler
Abdelhak Benchikha wurde in Algier geboren, genauer genommen im Viertel Casbah. Doch seine Familie kommt ursprünglich aus Bordj Bou Arreridj, ca. 200 Kilometer entfernt von Algier.
Benchikha spielte bis 1984 in der Jugend von USM Alger und kam von dort aus in die Profimannschaft des MC Alger. Jahresdaten über seine Vereinsaufenthalte als aktiver Fußballer sind leider nicht vorhanden. Benchikha spielte des Weiteren für JS Bordj Ménaïel, JS El Biar und sogar in Tunesien bei Espérance Sportive de Zarzis.

### Als Trainer
Seine Karriere als Trainer begann er 1999 bei CR Belouizdad als Assistenztrainer und konnte mit der Mannschaft in den Spielzeiten 1999/00 und 2000/01 die Meisterschaft feiern. Nachdem er für kurze Zeit den MC Alger und die algerische U-23-Nationalmannschaft gecoacht hat, kehrte er am Ende der Saison 2004/05 zurück zu Belouizdad. Die Saison 2005/06 trainierte Benchikha den Umm-Salal SC aus Katar und schaffte es aus der zweiten Liga als Meister in die Qatar Stars League aufzusteigen. In der folgenden Saison ging er nach Tunesien, wo er bei Espérance Sportive de Zarzis den Trainerposten übernahm, dort wo er auch selber als Spiel tätig war.
Am 13. Juni 2007 unterschrieb er einen Einjahresvertrag beim Ligakonkurrenten Club Africain Tunis. Gleich in seiner ersten Saison schaffte er das Wunder und holte die erste Meisterschaft nach zwölf Jahren Pause. Zuvor ist der Verein immer wieder knapp an der Meisterschaft gescheitert und seit dem Gewinn wird Benchikha von den Fans verehrt. Dabei wurde der Erzgegner Étoile Sportive du Sahel mit gerade einmal zwei Punkte hinter sich gelassen. Nur ein paar Monate später krönte er die Saison mit dem Gewinn des North African Cup of Champions gegen FAR Rabat aus Marokko. Der Verein wollte mit Benchikha verlängern, doch er verließ auf eigenen Wunsch nach Ablauf des Vertrages den Verein.
Am 10. Juni 2009 wurde er neuer Trainer der algerischen A'-Nationalmannschaft (d. h. nur Algerier aus der eigenen Liga) und der U-23-Nationalmannschaft. Mit der A'-Nationalmannschaft schaffte er durch einen 1:0-Heimsieg und einer 1:2-Auswärtsniederlage in den Playoffs gegen Libyen den Einzug in die Endrunde der afrikanischen Nationenmeisterschaft 2011.
Am 13. September 2010 bekam er die A-Nationalmannschaft Algeriens als Nachfolger von Rabah Saâdane. Doch schon am 5. Juni 2011 trat er von seinem Posten zurück, nach einer 0:4-Niederlage gegen Marokko während der Qualifikation für die Fußball-Afrikameisterschaft 2012.
Zur neuen Saison trainierte er wieder den MC Alger, doch nach nur vier Spieltagen warf er schon wieder das Handtuch und verließ den Verein.
Seit dem 16. Dezember 2011 trainiert er wieder den tunesischen Traditionsverein Club Africain Tunis. Doch am 22. April 2012 sein noch für ein Jahr laufender Vertrag in gegenseitiger Verständigung aufgelöst.
Von 2013 bis 2014 trainierte er Difaâ d’El Jadida und gewann dort im Jahr 2013 den Coupe du Trône. Im Juni 2014 unterschrieb er einen Vertrag beim marokkanischen Vizemeister Raja Casablanca für ein Monatsgehalt von circa 20.000 Euro (220.000 MAD) und löste damit den tunesischen Trainer Faouzi Benzarti ab. Sein Vertrag bei Difaâ d’El Jadida wurde nicht verlängert, des Weiteren war der Verein mit Gehältern sowie Prämien in Zahlungsrückstand. Benchikha reichte diesbezüglich Klage beim Fédération Royale Marocaine de Football gegen seinen alten Arbeitgeber ein. 2015 gewann er das Verfahren und bekam eine Entschädigung in Höhe von 60.000 Dollar zugesprochen. Doch schon nach nur drei Monaten wurde der Vertrag bei Raja in beidseitigem Vernehmen aufgelöst, nachdem man mit den sportlichen Ergebnissen des Vereins nicht zufrieden war.
Im Oktober 2014 übernahm er die Mannschaft vom al-Ittihad Kalba SC aus den Vereinigten Arabischen Emiraten. Doch mit nur zehn Punkten aus 26 Spielen stieg die Mannschaft am Saisonende ab und Benchikha musste den Verein verlassen.
Am 2. Juni 2015 unterschrieb er wieder einen Vertrag in Marokko und zwar bei IR Tanger. Dabei wurden 60 Punkte sowie der Gewinn der Meisterschaft als Saisonziel vorgegeben. Die für Tanger wichtigsten Spiele der Saison zuhause gegen Wydad Casablanca sowie Raja Casablanca konnten beide souverän mit 3:0 gewonnen werden, auswärts konnte man mit einem 2:2 jeweils einen wichtigen Punkt mitnehmen. Trotz alledem sprang am Ende der Spielzeit nur der dritte Platz heraus, was die Qualifikation für den CAF Confederation Cup bedeutete. Nachdem die darauffolgende Saison nicht zu der Zufriedenheit des Vereins verlaufen war, musste Benchikha den Verein am Ende der Saison 2016/17 wieder verlassen. Im Juni 2017 unterschrieb er, trotz finanzieller Probleme des Vereines und Spannungen zwischen Fans und Vereinsführung, wieder bei Raja Casablanca. Doch nach nur zwei Wochen schmiss er seinen Posten wieder hin und begründete dies mit dem aktuellen Zustand, in dem sich der Verein befindet. Es wird vermutet, dass die lediglich eine Retourkutsche war, für die Entlassung im Jahr 2014. Nach kurzen Intermezzi bei Maghreb Tétouan, ES Sétif in Algerien sowie al-Ittihad Tripolis in Libyen, ist er momentan wieder Trainer in Marokko, dieses Mal bei Mouloudia d’Oujda.

## Titel und Erfolge

### Als Trainer
CR Belouizdad
- Algerischer Meister: 1999/00 & 2000/01

Club Africain Tunis
- Championnat de Tunisie: 2007/08
- North African Cup of Champions: 2008

Umm-Salal SC
- Aufstieg in die Qatar Stars League: 2005/06

Difaâ d’El Jadida
- Coupe du Trône: 2013